# Tregellasia capito
A Tregellasia capito  a madarak osztályának verébalakúak (Passeriformes) rendjébe és a cinegelégykapó-félék (Petroicidae) családjába tartozó faj.

## Rendszerezése
A fajt John Gould angol ornitológus írta le 1852-ben, a Eopsaltria nembe Eopsaltria Capito néven. Egyes szervezetek jelenleg is ide sorolják.

## Alfajai
- Tregellasia capito capito (Gould, 1854)
- Tregellasia capito nana (E. P. Ramsay, 1878)[1]

## Előfordulása
Ausztrália északkeleti és keleti részén honos. Természetes élőhelyei a szubtrópusi és trópusi síkvidéki és hegyi esőerdők. Állandó, nem vonuló faj.

## Megjelenése
Testhossza 12–13,5 centiméter, testtömege 12–16 gramm.
|  |

## Életmódja
Rovarokkal és más kisebb ízeltlábúakkal táplálkozik, de időnként magvakat is fogyaszt.

## Természetvédelmi helyzete
Az elterjedési területe elég nagy, egyedszáma viszont csökkenő, de még nem éri el a kritikus szintet. A Természetvédelmi Világszövetség Vörös listáján nem fenyegetett szerepel.

## Külső hivatkozások
- Képek az interneten a fajról
- Xeno-canto.org - a faj hangja és elterjedési területe